# Tolmin
Tolmin () je mesto v Republiki Sloveniji z okoli 3.300 prebivalci v zgornjem Posočju in sedež istoimenske občine.
Tolmin je naselje na pomolu med rekama Sočo in Tolminko, ter na stiku Soške doline, Baške grape in Idrijske doline. K naselju spada še zaselka Loče in Rodne, bližnje vasi Zatolmin, Žabče in Poljubinj pa so samostojna naselja. 

## Zgodovina
Tolmin je že stoletja naravno središče pokrajine, ki se po njem imenuje Tolminsko, prebivalci pa Tolminci. Tolmin je dobil tržne pravice 1820.
Med prvo svetovno vojno, ko so v bližini potekale bitke na Soški fronti, je bil močno porušen. Strateška lega je tako pred prvo, kot med obema vojnama, razvoj naselja bolj omejevala, kot pa pospeševala. V obdobju po prvi svetovni vojni, ko so bili ti kraji pod Kraljevino Italijo, sta na življenje Tolmincev močno vplivala pritiska italijanskega iredentizma in fašizma.

## Opis
Tolmin ima ohranjeno staro mestno jedro, moderno knjižnico, atletski stadion in kvalitetna športna igrišča. Osrednjo muzejsko institucijo predstavlja Tolminski muzej, v katerem je osrednja zbirka Naplavine obsoške zgodovine, sestavljena iz arheološkega in zgodovinsko-etnološkega dela.

## Znamenitosti
Pomemben tolminski kulturni spomenik je pokopališka cerkev sv. Urha. Na območju pokopališča je bila staroslovanska nekropola. Na celotnem območju je množica ostalin iz prve svetovne vojne. Nad Tolminom je na vzpetini Kozlov rob tolminski grad (Grad Tolmin/Grad). 

### Cerkev sv. Duha na Javorci
Najlepši spomenik iz tega obdobja je zagotovo cerkev sv. Duha na Javorci, ki so jo nad planino Polog v dolini Tolminke zgradili avstro-ogrski vojaki, v spomin padlim tovarišem.

### Tolminska korita
Tolminska korita so najnižja in najbolj južna vstopna točka v Triglavski narodni park in najpomembnejša naravna znamenitost Občine Tolmin.
Tolmin in Most na Soči sta med najpomembnejšimi železnodobnimi najdišči v tem delu Evrope, povezuje ju akumulacijsko jezero.

## Kulinarika
Tradicionalna jed v Tolminu je Tolminska frika. Frika je narejena iz sira in krompirja, lahko tudi iz sira in jajc. Friki je posvečen  praznik Frikafest, ki poteka v središču Tolmina meseca oktobra, to je v času, ko se vsa živina vrne iz planin.

## Turizem
Tolmin je leta 2016 nasledil naslov Alpsko mesto leta, ki ga je prevzel od Chamonixa, francoskega olimpijskega središča pod Mont Blancom.

## Znane osebnosti
- Anton Haus, Avstroogrski Veliki admiral

## Mednarodno povezovanje
Prijateljska mesta
- Vicchio,  Italija od 1981
- Beljak,  Avstrija od 2014